# Роджерс, Уильям Пирс
Уильям Пирс Роджерс (англ. William Pierce Rogers 23 июня 1913, Норфолк — 2 января 2001) — американский политик и государственный деятель.

## Биография
Окончил Колгейтский университет и юридический факультет Корнеллского университета. С 1938 по 1942 год работал обвинителем в основном в делах об организованной преступности в Нью-Йорке. В 1942 году поступил на службу во флот. Служил на авианосце USS Intrepid (CV-11), участвовал в сражении за Окинаву.
После войны работал юристом в комиссиях Сената США. В 1950 году Роджерс стал партнёром в Нью-Йоркской юридической фирме Dwight, Royall, Harris, Koegel & Caskey.
С 1953 года занимал пост заместителя министра юстиции в администрации президента Эйзенхауэра. С 1957 по 1961 год — министр юстиции США. На этом посту упорно боролся с расовой сегрегацией, поддерживал жесткие меры по обеспечению исполнения закона 1957 года Civil Rights Act, предусматривавшего создание смешанных бело-чёрных школ. Был близким советником Никсона занимавшего пост вице-президента при Эйзенхауэре.
С 1961 по 1969 год занимался частной юридической практикой. С 22 января 1969 по 3 сентября 1973 год занимал пост государственного секретаря в администрации Никсона. Среди прочего, пытался добиться продолжительного мира в Арабо-израильском конфликте, предложив так называемый план Роджерса. Считался лояльным сотрудником Никсона, несмотря на то, что часть его полномочий была узурпирована президентским советником по национальной безопасности Генри Киссинджером. Награждён Президентской медалью свободы и вышел в отставку в 1973 году.
Возглавлял президентскую комиссию по расследованию причин гибели шаттла Челленджер.
Умер от болезни сердца в 2001 году, похоронен на Арлингтонском национальном кладбище.